# Allocosa soluta
Allocosa soluta là một loài nhện trong họ wolfspinnen (Lycosidae).
Loài này thuộc chi Allocosa. Allocosa soluta được Albert Tullgren miêu tả năm 1905.